# کورن، استرشر
کورن (به انگلیسی: Quorn) یک روستا در بریتانیا است که در  Quorndon  واقع شده‌است. کورن ۵٬۱۷۷ نفر جمعیت دارد.